# CEV Cup 2018–2019 (damer)
CEV Cup 2018-2019 utspelade sig mellan 27 november 2018 och 26 mars 2019 och var den 47:e upplagan av CEV Cup för damer (dock tidigare under namnet cupvinnarecupen). I turneringen deltog 27 lag från CEVs medlemsförbund. UYBA Volley vann tävlingen för tredje gången genom att i finalen vinna över CSM Volei Alba Blaj.

## Regler
Tävlingen spelades som ett cupspel. Till den första omgången (sextondelsfinaler) tillkom sju lag från CEV Champions League 2018–2019. På samtliga nivåer möttes lagen i en hemma- och en bortamatch. För att avgöra vilket lag som gick vidare fick lag som vann med 3-0 eller 3-1 i set 3 poäng (0 poäng till förlorande laget) och lag som vann med 3-2 i set 2 poäng (1 poäng till förlorande laget). Om bägge laget fick lika många poäng spelades ett golden set för att utse en vinnare.

## Deltagande lag
| - UVC Graz - Asterix Avo Beveren - VC Oudegem - VK Levski Sofia - ŽOK Jedinstvo Brčko - LP Viesti Salo - ASPTT Mulhouse | - AS Saint-Raphaël Var Volley-Ball - Dresdner SC - UYBA Volley - Sliedrecht Sport - Førde VBK - VK UP Olomouc - TJ Ostrava | - VK Prostějov - CSM Volei Alba Blaj - CS Știința Bacău - CSM Târgoviște - ZHVK Jenisej - ŽOK Železničar - OK Branik | - TS Volley Düdingen - Sm'Aesch Pfeffingen - Galatasaray SK - VK Chimik - Békéscsabai RSE - NRKE Nyiregyhaza |

## Cupspelet

### Sextondelsfinaler

#### Match 1
| - Längd: 0 - Åskådare: 0                                                             | Bye                | -     | CSM Volei Alba Blaj              |                                   |
| 29 november 2018 Hristo Botev Hall, Sofia Längd: 1h:05 - Åskådare: 150               | VK Levski Sofia    | 0 - 3 | VK Prostějov                     | 18-25, 18-25, 16-25               |
| 28 november 2018 Športna Dvorana Ljudski Vrt, Maribor Längd: 1h:13 - Åskådare: 200   | OK Branik          | 0 - 3 | ZHVK Jenisej                     | 20-25, 23-25, 22-25               |
| 27 november 2018 Sala Polivalentă, Târgoviște Längd: 1h:20 - Åskådare: 1 900         | CSM Târgoviște     | 0 - 3 | Galatasaray SK                   | 23-25, 21-25, 24-26               |
| 28 november 2018 Lajkovac Hala Sportova, Lajkovac Längd: 1h:53 - Åskådare: 1 000     | ŽOK Železničar     | 2 - 3 | CS Știința Bacău                 | 25-20, 22-25, 21-25, 25-13, 10-15 |
| - Längd: 0 - Åskådare: 0                                                             | Bye                | -     | Sliedrecht Sport                 |                                   |
| 29 november 2018 Salohalli, Salo Längd: 1h:41 - Åskådare: 1 205                      | LP Viesti Salo     | 1 - 3 | Asterix Avo Beveren              | 25-23, 21-25, 17-25, 22-25        |
| - Längd: 0 - Åskådare: 0                                                             | Bye                | -     | VK UP Olomouc                    |                                   |
| 28 november 2018 Sporthal Sint-Gillis, Dendermonde Längd: 1h:39 - Åskådare: 220      | VC Oudegem         | 3 - 1 | Sm'Aesch Pfeffingen              | 25-20, 25-17, 25-27, 25-15        |
| 27 november 2018 FSK Olymp, Južne Längd: 1h:43 - Åskådare: 750                       | VK Chimik          | 3 - 1 | Békéscsabai RSE                  | 28-26, 20-25, 25-15, 25-23        |
| 28 november 2018 Førdehuset, Førde Längd: 0h:54 - Åskådare: 550                      | Førde VBK          | 3 - 2 | AS Saint-Raphaël Var Volley-Ball | 23-25, 15-25, 25-7, 25-0, 25-0    |
| - Längd: 0 - Åskådare: 0                                                             | Bye                | -     | ŽOK Jedinstvo Brčko              |                                   |
| 28 november 2018 PalaPiantanida, Busto Arsizio Längd: 2h:03 - Åskådare: 1 500        | UYBA Volley        | 3 - 2 | Dresdner SC                      | 25-21, 24-26, 25-22, 23-25, 15-10 |
| 28 november 2018 Sportovní hala Sareza, Ostrava Längd: 2h:10 - Åskådare: 450         | TJ Ostrava         | 3 - 2 | UVC Graz                         | 28-26, 16-25, 18-25, 25-15, 15-9  |
| 28 november 2018 Halle Omnisport Saint-Léonard, Friburg Längd: 1h:47 - Åskådare: 822 | TS Volley Düdingen | 1 - 3 | NRKE Nyiregyhaza                 | 27-29, 25-14, 19-25, 22-25        |
| - Längd: 0 - Åskådare: 0                                                             | Bye                | -     | ASPTT Mulhouse                   |                                   |

#### Match 2
| - Längd: 0 - Åskådare: 0                                                               | CSM Volei Alba Blaj              | -     | Bye                |                                      |
| 5 december 2018 Sport Centrum, Prostějov Längd: 1h:01 - Åskådare: 500                  | VK Prostějov                     | 3 - 0 | VK Levski Sofia    | 25-14, 25-17, 25-15                  |
| 5 december 2018 Dom Sporta Imeni M. Dvorkina, Krasnojarsk Längd: 1h:07 - Åskådare: 400 | ZHVK Jenisej                     | 3 - 0 | OK Branik          | 26-24, 25-19, 25-13                  |
| 4 december 2018 Burhan Felek Spor Salonu, Istanbul Längd: 1h:02 - Åskådare: 250        | Galatasaray SK                   | 3 - 0 | CSM Târgoviște     | 25-22, 25-19, 25-16                  |
| 5 december 2018 Sala Sporturilor, Bacău Längd: 1h:10 - Åskådare: 400                   | CS Știința Bacău                 | 3 - 0 | ŽOK Železničar     | 25-19, 25-21, 25-16                  |
| - Längd: 0 - Åskådare: 0                                                               | Sliedrecht Sport                 | -     | Bye                |                                      |
| 5 december 2018 Topsporthal, Beveren Längd: 1h:12 - Åskådare: 249                      | Asterix Avo Beveren              | 3 - 0 | LP Viesti Salo     | 27-25, 25-18, 25-20                  |
| - Längd: 0 - Åskådare: 0                                                               | VK UP Olomouc                    | -     | Bye                |                                      |
| 5 december 2018 St. Jakobshalle, Basilea Längd: 1h:21 - Åskådare: 1 050                | Sm'Aesch Pfeffingen              | 3 - 0 | VC Oudegem         | 25-16, 25-14, 25-21 Golden set: 15-9 |
| 5 december 2018 Városi Sportcsarnok, Békéscsaba Längd: 1h:33 - Åskådare: 1 400         | Békéscsabai RSE                  | 3 - 0 | VK Chimik          | 30-28, 25-15, 25-16 Golden set: 15-9 |
| 5 december 2018 Palais des sports Krakowski, Fréjus Längd: 1h:08 - Åskådare: 622       | AS Saint-Raphaël Var Volley-Ball | 3 - 0 | Førde VBK          | 25-20, 25-18, 25-12                  |
| - Längd: 0 - Åskådare: 0                                                               | ŽOK Jedinstvo Brčko              | -     | Bye                |                                      |
| 5 december 2018 Margon Arena, Dresda Längd: 1h:18 - Åskådare: 2 300                    | Dresdner SC                      | 0 - 3 | UYBA Volley        | 24-26, 17-25, 20-25                  |
| 6 december 2018 Raiffeisen Sportpark, Graz Längd: 1h:51 - Åskådare: 300                | UVC Graz                         | 3 - 1 | TJ Ostrava         | 25-23, 20-25, 25-17, 25-23           |
| 5 december 2018 Continental Aréna, Nyíregyháza Längd: 1h:06 - Åskådare: 700            | NRKE Nyiregyhaza                 | 3 - 0 | TS Volley Düdingen | 25-18, 25-17, 25-14                  |
| - Längd: 0 - Åskådare: 0                                                               | ASPTT Mulhouse                   | -     | Bye                |                                      |

#### Kvalificerade lag
| - UVC Graz - Asterix Avo Beveren - ŽOK Jedinstvo Brčko - ASPTT Mulhouse - AS Saint-Raphaël Var Volley-Ball - UYBA Volley - Sliedrecht Sport - VK UP Olomouc | - VK Prostějov - CSM Volei Alba Blaj - CS Știința Bacău - ZHVK Jenisej - Sm'Aesch Pfeffingen - Galatasaray SK - Békéscsabai RSE - NRKE Nyiregyhaza |

### Åttondelsfinaler

#### Match 1
| 19 december 2018 Sala Transilvania, Sibiu Längd: 1h:01 - Åskådare: 1 500                | CSM Volei Alba Blaj | 3 - 0 | VK Prostějov                     | 25-16, 25-12, 25-16               |
| 19 december 2018 Dom Sporta Imeni M. Dvorkina, Krasnojarsk Längd: 1h:52 - Åskådare: 500 | ZHVK Jenisej        | 3 - 2 | Galatasaray SK                   | 20-25, 25-22, 19-25, 25-23, 15-11 |
| 19 december 2018 Sala Sporturilor, Bacău Längd: 1h:46 - Åskådare: 300                   | CS Știința Bacău    | 3 - 2 | Sliedrecht Sport                 | 25-21, 17-25, 25-14, 17-25, 16-14 |
| 19 december 2018 Topsporthal, Beveren Längd: 1h:41 - Åskådare: 225                      | Asterix Avo Beveren | 1 - 3 | VK UP Olomouc                    | 26-28, 25-16, 17-25, 15-25        |
| 20 december 2018 St. Jakobshalle, Basilea Längd: 1h:56 - Åskådare: 880                  | Sm'Aesch Pfeffingen | 2 - 3 | Békéscsabai RSE                  | 14-25, 25-19, 25-22, 21-25, 9-15  |
| 18 december 2018 Sportska Dvorana Magnet, Brčko Längd: 1h:30 - Åskådare: 800            | ŽOK Jedinstvo Brčko | 1 - 3 | AS Saint-Raphaël Var Volley-Ball | 25-21, 14-25, 17-25, 12-25        |
| 19 december 2018 Raiffeisen Sportpark, Graz Längd: 1h:01 - Åskådare: 210                | UVC Graz            | 0 - 3 | UYBA Volley                      | 11-25, 21-25, 14-25               |
| 18 december 2018 Palais des Sports, Mulhouse Längd: 1h:34 - Åskådare: 1 500             | ASPTT Mulhouse      | 3 - 1 | NRKE Nyiregyhaza                 | 25-19, 25-20, 21-25, 25-19        |

#### Match 2
| 22 januari 2019 Sport Centrum, Prostějov Längd: 1h:14 - Åskådare: 700             | VK Prostějov                     | 0 - 3 | CSM Volei Alba Blaj | 25-27, 19-25, 18-25        |
| 22 januari 2019 Burhan Felek Spor Salonu, Istanbul Längd: 1h:22 - Åskådare: 1 500 | Galatasaray SK                   | 3 - 1 | ZHVK Jenisej        | 25-18, 24-26, 25-15, 25-15 |
| 22 januari 2019 Sporthal De Basis, Sliedrecht Längd: 1h:08 - Åskådare: 950        | Sliedrecht Sport                 | 0 - 3 | CS Știința Bacău    | 20-25, 21-25, 22-25        |
| 24 januari 2019 Univerzita Palackého, Olomouc Längd: 1h:30 - Åskådare: 1 100      | VK UP Olomouc                    | 3 - 1 | Asterix Avo Beveren | 25-21, 17-25, 25-13, 25-15 |
| 24 januari 2019 Városi Sportcsarnok, Békéscsaba Längd: 1h:31 - Åskådare: 1 430    | Békéscsabai RSE                  | 3 - 1 | Sm'Aesch Pfeffingen | 25-18, 15-25, 25-17, 25-17 |
| 23 januari 2019 Palais des sports Krakowski, Fréjus Längd: 1h:21 - Åskådare: 780  | AS Saint-Raphaël Var Volley-Ball | 3 - 0 | ŽOK Jedinstvo Brčko | 27-25, 25-23, 25-18        |
| 24 januari 2019 PalaPiantanida, Busto Arsizio Längd: 1h:27 - Åskådare: 1 274      | UYBA Volley                      | 3 - 1 | UVC Graz            | 25-15, 25-12, 23-25, 25-22 |
| 23 januari 2019 Continental Aréna, Nyíregyháza Längd: 1h:16 - Åskådare: 900       | NRKE Nyiregyhaza                 | 0 - 3 | ASPTT Mulhouse      | 19-25, 20-25, 23-25        |

#### Kvalificerade lag
- ASPTT Mulhouse
- AS Saint-Raphaël Var Volley-Ball
- UYBA Volley
- VK UP Olomouc
- CSM Volei Alba Blaj
- CS Știința Bacău
- Galatasaray SK
- Békéscsabai RSE

### Kvartsfinaler

#### Match 1
| 6 februari 2019 Burhan Felek Spor Salonu, Istanbul Längd: 1h:09 - Åskådare: 1 000 | Galatasaray SK   | 3 - 0 | CSM Volei Alba Blaj              | 25-23, 25-20, 25-17               |
| 5 februari 2019 Sala Sporturilor, Bacău Längd: 2h:02 - Åskådare: 300              | CS Știința Bacău | 3 - 2 | VK UP Olomouc                    | 25-19, 20-25, 25-21, 24-26, 15-8  |
| 7 februari 2019 Városi Sportcsarnok, Békéscsaba Längd: 2h:04 - Åskådare: 1 680    | Békéscsabai RSE  | 3 - 2 | AS Saint-Raphaël Var Volley-Ball | 25-23, 18-25, 24-26, 26-24, 15-10 |
| 6 februari 2019 PalaPiantanida, Busto Arsizio Längd: 1h:22 - Åskådare: 1 478      | UYBA Volley      | 3 - 0 | ASPTT Mulhouse                   | 25-22, 25-23, 25-17               |

#### Match 2
| 12 februari 2019 Sala Transilvania, Sibiu Längd: 1h:19 - Åskådare: 1 700            | CSM Volei Alba Blaj              | 3 - 0 | Galatasaray SK   | 25-20, 25-23, 25-16 Golden set: 15-5 |
| 12 februari 2019 Univerzita Palackého, Olomouc Längd: 2h:02 - Åskådare: 1 100       | VK UP Olomouc                    | 2 - 3 | CS Știința Bacău | 25-21, 25-20, 20-25, 20-25, 16-18    |
| 13 februari 2019 Palais des sports Krakowski, Fréjus Längd: 1h:22 - Åskådare: 1 258 | AS Saint-Raphaël Var Volley-Ball | 0 - 3 | Békéscsabai RSE  | 23-25, 23-25, 16-25                  |
| 14 februari 2019 Palais des Sports, Mulhouse Längd: 1h:48 - Åskådare: 2 300         | ASPTT Mulhouse                   | 2 - 3 | UYBA Volley      | 13-25, 14-25, 25-23, 25-20, 13-15    |

#### Kvalificerade lag
- UYBA Volley
- CSM Volei Alba Blaj
- CS Știința Bacău
- Békéscsabai RSE

### Semifinaler

#### Match 1
| 26 februari 2019 Sala Sporturilor, Bacău Längd: 1h:07 - Åskådare: 1 200         | CS Știința Bacău | 0 - 3 | CSM Volei Alba Blaj | 12-25, 16-25, 16-25 |
| 26 februari 2019 Városi Sportcsarnok, Békéscsaba Längd: 1h:09 - Åskådare: 1 780 | Békéscsabai RSE  | 0 - 3 | UYBA Volley         | 23-25, 14-25, 18-25 |

#### Match 2
| 5 mars 2019 Sala Transilvania, Sibiu Längd: 1h:08 - Åskådare: 1 600      | CSM Volei Alba Blaj | 3 - 0 | CS Știința Bacău | 25-14, 25-19, 25-23 |
| 5 mars 2019 PalaPiantanida, Busto Arsizio Längd: 1h:14 - Åskådare: 2 128 | UYBA Volley         | 3 - 0 | Békéscsabai RSE  | 25-22, 25-18, 25-11 |

#### Kvalificerade lag
- UYBA Volley
- CSM Volei Alba Blaj

### Finaler

#### Match 1
| 19 mars 2019 Sala Transilvania, Sibiu Längd: 1h:06 - Åskådare: 2 000 | CSM Volei Alba Blaj | 0 - 3 | UYBA Volley | 19-25, 16-25, 14-25 |

#### Match 2
| 26 mars 2019 PalaPiantanida, Busto Arsizio Längd: 1h:50 - Åskådare: 4 215 | UYBA Volley | 3 - 1 | CSM Volei Alba Blaj | 25-27, 25-19, 25-23, 25-20 |

## Statistik
| Vunna poäng | Vunna poäng       | Vunna poäng | Vunna poäng                      |
| Pos.        | Namn              | Poäng       | Lag                              |
| ----------- | ----------------- | ----------- | -------------------------------- |
| 1           | Nikoleta Perović  | 167         | Békéscsabai RSE                  |
| 2           | Britt Herbots     | 133         | UYBA Volley                      |
| 3           | Ana Cazacu        | 101         | CS Știința Bacău                 |
| 4           | Meryem Boz        | 99          | Galatasaray SK                   |
| 5           | Alessia Gennari   | 97          | UYBA Volley                      |
| 6           | Denisa Rogojinaru | 94          | CS Știința Bacău                 |
| 7           | Ioana Baciu       | 90          | CSM Volei Alba Blaj              |
| 7           | Floortje Meijners | 90          | UYBA Volley                      |
| 7           | Slavina Koleva    | 90          | CS Știința Bacău                 |
| 10          | Karolina Goliat   | 82          | AS Saint-Raphaël Var Volley-Ball |

| .Vinnande attacker | .Vinnande attacker | .Vinnande attacker | .Vinnande attacker  |
| Pos.               | Namn               | Poäng              | Lag                 |
| ------------------ | ------------------ | ------------------ | ------------------- |
| 1                  | Nikoleta Perović   | 139                | Békéscsabai RSE     |
| 2                  | Britt Herbots      | 120                | UYBA Volley         |
| 3                  | Meryem Boz         | 83                 | Galatasaray SK      |
| 4                  | Alessia Gennari    | 81                 | UYBA Volley         |
| 5                  | Ioana Baciu        | 79                 | CSM Volei Alba Blaj |
| 6                  | Denisa Rogojinaru  | 77                 | CS Știința Bacău    |
| 6                  | Ana Cazacu         | 77                 | CS Știința Bacău    |
| 8                  | Slavina Koleva     | 76                 | CS Știința Bacău    |
| 9                  | Hande Baladın      | 66                 | Galatasaray SK      |
| 9                  | Tatjana Bokan      | 66                 | Békéscsabai RSE     |

| Vinnande block | Vinnande block     | Vinnande block | Vinnande block                   |
| Pos.           | Namn               | Poäng          | Lag                              |
| -------------- | ------------------ | -------------- | -------------------------------- |
| 1              | Sara Bonifacio     | 26             | UYBA Volley                      |
| 2              | Nađa Ninković      | 21             | CSM Volei Alba Blaj              |
| 2              | Beatrice Berti     | 21             | UYBA Volley                      |
| 4              | Nikoleta Perović   | 19             | Békéscsabai RSE                  |
| 5              | Nneka Onyejekwe    | 18             | CSM Volei Alba Blaj              |
| 5              | Ana Otašević       | 18             | CS Știința Bacău                 |
| 7              | Veronika Trnková   | 17             | VK UP Olomouc                    |
| 8              | Marlies Janssens   | 16             | Asterix Avo Beveren              |
| 8              | Sofija Medić       | 16             | Békéscsabai RSE                  |
| 10             | Gabi Schottroff    | 15             | Sm'Aesch Pfeffingen              |
| 10             | Michaela Abrhámová | 15             | AS Saint-Raphaël Var Volley-Ball |
| 10             | Alessia Orro       | 15             | UYBA Volley                      |

| Serveess | Serveess           | Serveess | Serveess                         |
| Pos.     | Namn               | Poäng    | Lag                              |
| -------- | ------------------ | -------- | -------------------------------- |
| 1        | Floortje Meijners  | 16       | UYBA Volley                      |
| 2        | Aslı Kalaç         | 12       | Galatasaray SK                   |
| 2        | Alexandra Botezat  | 12       | UYBA Volley                      |
| 4        | Silke van Avermaet | 11       | Asterix Avo Beveren              |
| 4        | Sofija Medić       | 11       | Békéscsabai RSE                  |
| 4        | Ana Cazacu         | 11       | CS Știința Bacău                 |
| 7        | Ana Lazarević      | 9        | CSM Volei Alba Blaj              |
| 7        | Sonja Newcombe     | 9        | CSM Volei Alba Blaj              |
| 7        | Nikoleta Perović   | 9        | Békéscsabai RSE                  |
| 10       | Celine van Gestel  | 8        | Asterix Avo Beveren              |
| 10       | Anja Dörfler       | 8        | UVC Graz                         |
| 10       | Karolina Goliat    | 8        | AS Saint-Raphaël Var Volley-Ball |
| 10       | Alessia Gennari    | 8        | UYBA Volley                      |
| 10       | Britt Herbots      | 8        | UYBA Volley                      |
| 10       | Ana Otašević       | 8        | CS Știința Bacău                 |
| 10       | Alessia Orro       | 8        | UYBA Volley                      |